# Giuseppe Torelli
Pour les articles homonymes, voir Torelli.
 (février 2021).
Si vous disposez d'ouvrages ou d'articles de référence ou si vous connaissez des sites web de qualité traitant du thème abordé ici, merci de compléter l'article en donnant les références utiles à sa vérifiabilité et en les liant à la section « Notes et références ».
Giuseppe Torelli né le 22 avril 1658 à Vérone et mort le 8 février 1709 à Bologne, est un violoniste et un compositeur italien de musique baroque. Il est le frère du peintre Felice Torelli.

## Biographie
La formation musicale de Torelli est en grande partie inconnue. La première mention de son nom apparait le 27 juin 1684 à Bologne où il est nommé : membre de l'Accademia filarmonica. Il semble qu'il ait pris des leçons auprès d'Ercole Gaibara[réf. souhaitée]. Il est par contre certain qu'il a étudié la composition auprès de Giacomo Antonio Perti à Bologne.
En septembre 1686, Torelli pose sa candidature pour obtenir un poste de joueur de violette — c'est-à-dire altiste — au sein de l'orchestre permanent de la basilique San Petronio de Bologne. Il obtient le poste après une période d'essai de six mois. Il restera membre de cet orchestre jusqu'en janvier 1696, date de sa dissolution.
En 1698, Torelli publie à Augsbourg ses Concerti musicali a quattro opus 6. Dans la dédicace, il réclame le titre de premier violon au service du margrave de Brandebourg. La même année, Torelli exerce la fonction de maître de chapelle à la cour du comte d'Ansbach. En 1699 et 1700, il part en tournée en compagnie du chanteur Francesco Antonio Pistocchi ; tournée qui le mène probablement à Berlin puis à Vienne (Autriche)[réf. souhaitée]. Au printemps 1701, Torelli retourne à Bologne et reprend sa place dans l'orchestre de la basilique San Petronio reconstitué sous la direction de Perti. Il finit sa vie à Bologne.

## Style musical
L'œuvre de Torelli porte la marque de la pratique musicale de l'orchestre de la basilique San Petronio de Bologne. Les archives de l'orchestre qui conservent des partitions de Torelli et celles d'autres de ses membres montrent que la musique instrumentale y occupe une place d'une grande importance. En effet, lors des cinquante services religieux obligatoires de l'année et en dehors de la messe, de nombreuses œuvres, principalement de style concertant, y étaient données. C'est ce qui a permis à Torelli, ainsi qu'à ses collègues (entre autres Domenico Gabrielli et Giuseppe Maria Jacchini) d'exercer une influence déterminante sur la forme du concerto.
Alors que des compositeurs tels que notamment Pasquini, Corelli ou Muffat fondent la structure de leurs œuvres sur « le principe de la mise en scène sonore »[pas clair], Torelli et ses collègues de Bologne, ainsi que la plupart des musiciens vénitiens, mettent eux l'accent sur la différence de conception thématique. Torelli, notamment, s'efforce de départager les matériaux thématiques destinés aux passages solistes de ceux destinés aux passages tutti. Il tient également compte des particularités sonores et techniques de l'orchestre à cordes en attribuant aux ritournelles des thèmes caractéristiques, avec notamment de grands coups d'archets. Les parties solistes se voient attribuer des passages virtuoses ainsi que des fioritures concertantes.
Les concertos de Torelli se caractérisent par la structure tripartite de leurs mouvements lents : ceux-ci comportent une partie centrale qui traite le violon solo en soliste, flanquée de deux ritournelles adagio, en opposition. Dans cette partie centrale, la virtuosité des violonistes est mise en valeur, au point parfois que ceux-ci sont nommément désignés sur la partition.

## Influence musicale
Torelli est considéré comme le père du genre concerto: il est l'auteur (en 1700) du premier concerto pour un instrument solo : le violon. Il s'agit à l'époque d'une nouveauté révolutionnaire par rapport au concerto grosso, où ce n'était pas un seul instrument soliste mais un groupe de solistes qui dialoguait avec l'orchestre. Son travail a d'ailleurs eu également une grande influence sur le développement du concerto grosso auquel il impose la forme en trois mouvements du concerto : vif - lent - vif.
Giuseppe Torelli a été considéré comme l'un des plus grands violonistes et compositeurs italiens de son époque[réf. nécessaire].

## Œuvres
Le catalogue des œuvres de Giuseppe Torelli a été établi par Franz Giegling. Les œuvres sont ainsi désignées par la lettre G. (de Giegling) suivie du numéro correspondant.
L'œuvre connue de Torelli comprend une partie restée à l'état manuscrit et une partie qui a été publiée de son vivant, formée par des recueils, généralement de douze œuvres et comportant un numéro d'opus.
Parmi les œuvres restées à l'état manuscrit se trouve notamment une trentaine de concertos pour une à quatre trompettes solistes (parfois désignées : sinfonia de trompetes), avec parfois des hautbois en plus, et nécessitant pour leur exécution une importante formation de cordes. Il faut noter que la trompette était considérée à l'époque de Torelli comme un symbole de la puissance des souverains. Parmi ces partitions méconnues se détache le Concerto pour trompette en ré majeur « Estienne Roger 188 », composé à Bologne vers 1690, qui tient son nom de l'imprimeur et éditeur franco-néerlandais qui le publie à Amsterdam vers 1715.
Les œuvres publiées par Torelli sont formées par une série de huit recueils :
- Op. 1 : 10 Sonates en trio, 1686 ;
- Op. 2 : 12 Concerti da camera, 1686 ;
- Op. 3 : 12 Sonates pour cordes, 1687 ;
- Op. 4 : 12 Suites pour violon et violoncelle, 1688 ;
- Op. 5 : 6 Sinfonias & 6 Concerti musicali a quattro, 1692 ;
- Op. 6 : 12 Concerti musicali a quattro, 1698 ;
- Op. 7 : Capricci Musicali per Camera a Violino e Viola overo Arcileuto, 1698 ;
- Op. 8 : 6 Concerti con due violini, che concertanto soli & 6 Concerti con uno violini, che concerta solo, 1709.